# Карачов Олександр Володимирович
Олекса́ндр Володи́мирович Карачо́в — майор Збройних сил України.

## Військовий шлях
У серпні 2014 року під час виконання бойового завдання у районі проведення АТО, на висоті 5 тисяч метрів, був збитий літак-бомбардувальник Су-24М з бортовим номером «27» російсько-терористичними військами ракетою СЗРГК «Панцир-С1». Командир екіпажу підполковник запасу Андрій Антонов і штурман майор Олександр Карачов успішно катапультувалися.
З дружиною, сином й донькою проживають у Старокостянтинові.

## Нагороди
29 вересня 2014 року — за особисту мужність і героїзм, виявлені у захисті державного суверенітету та територіальної цілісності України, вірність військовій присязі під час російсько-української війни, відзначений — нагороджений орденом «За мужність» III ступеня.